# Owen Farrell
Pour les articles homonymes, voir Farrell.

a Compétitions nationales et continentales officielles uniquement.

b Matchs officiels uniquement.
Dernière mise à jour le 4 août 2025.
Owen Farrell, né le 24 septembre 1991 à Wigan (Angleterre), est un joueur international anglais de rugby à XV évoluant au poste de demi d'ouverture ou de centre (1,88 m pour 92 kg). Il est le fils d'Andy Farrell, ancien joueur de rugby à XIII puis à XV.
Il joue au sein du club Racing 92 depuis 2024. Il joue également pour l'équipe d'Angleterre depuis 2012 et en est aussi le capitaine. Farrell est l'un des meilleurs marqueurs du rugby international, ayant marqué plus de 1 000 points sur plus de 100 tests.

## Biographie

### Famille
Owen Farrell est le fils d'Andy Farrell, légende anglaise du rugby à XIII qui a évolué pour les Wigan Warriors et l'équipe de Grande-Bretagne entre 1991 et 2004. Et qui a également joué au rugby à XV pour les Saracens et l'équipe d'Angleterre. Il est par la suite devenu entraîneur avec les Saracens d'abord, puis l'Angleterre et les Lions britanniques et irlandais. Il est désormais sélectionneur de l'Irlande.
Son oncle, Sean O'Loughlin, est également un ancien joueur professionnel de rugby à XIII. Il a joué toute sa carrière en Super League pour les Wigan Warriors, il compte aussi des sélections pour les équipes d'Angleterre et de la Grande-Bretagne.
Il épouse sa petite amie de longue date Georgie en juillet 2018. Ils ont deux fils, Tommy, né en mars 2019, et Freddie, né en mars 2021.

### Jeunesse
À huit ans, Farrell commence à jouer au rugby à XIII à Wigan Saint-Patrick (club amateur) dans sa ville natale. Puis à treize ans, lorsque son père est recruté par les Saracens, il déménage à Harpenden et est initié au rugby à XV.
Également joueur de football au poste de gardien de but, il passe des essais avec son club de cœur Manchester United à l'âge de treize ans.

### En club

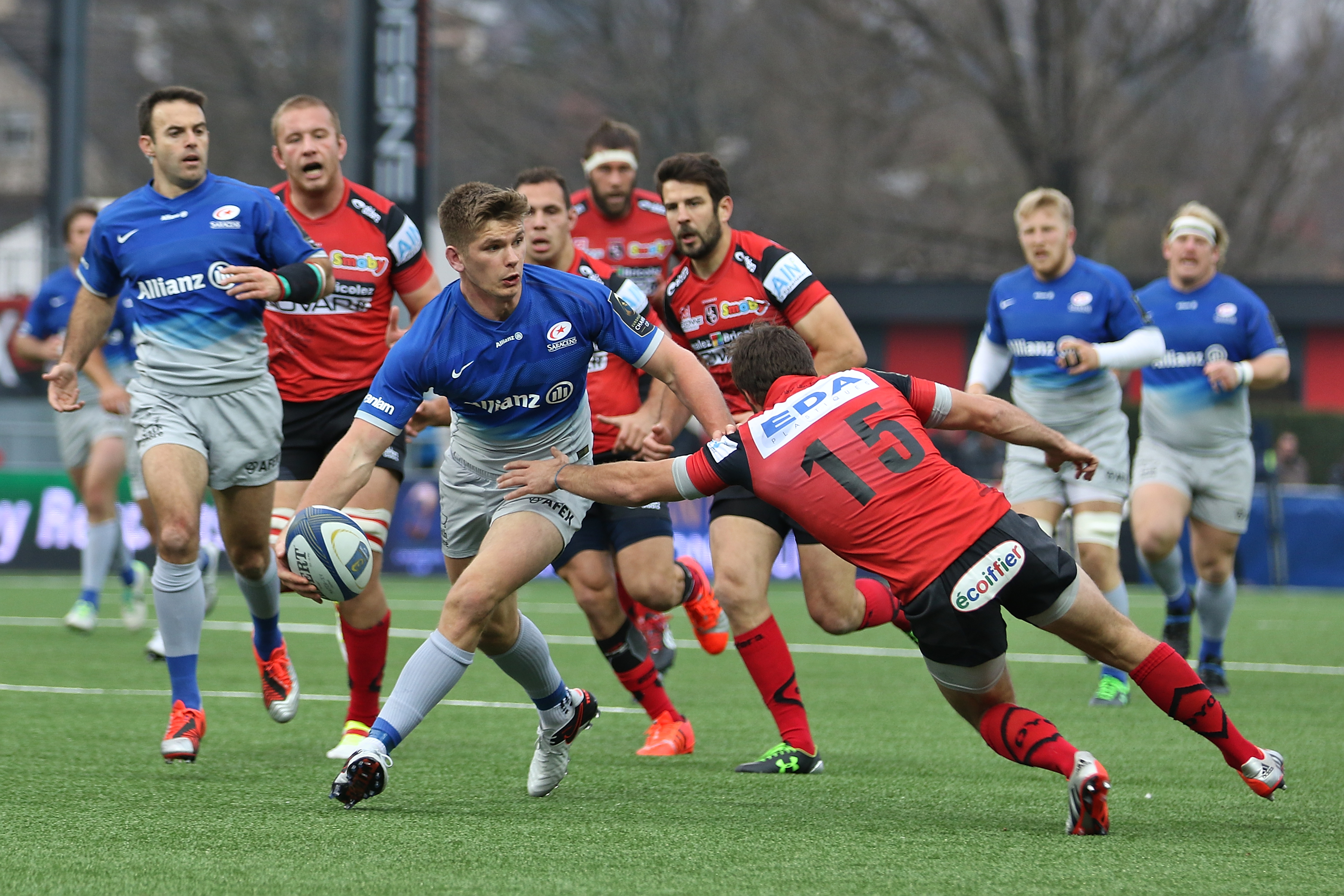
Owen Farrel avec les Saracens en 2015.

Farrell fait ses débuts le 5 octobre 2008 à l'âge de 17 ans et 11 jours, lors de la défaite des Saracens face aux Scarlets, devenant à cette occasion le plus jeune joueur à disputer un match de rugby à XV professionnel en Angleterre. Il sera dépossédé de ce record par George Ford qui débutera à 16 ans et 237 jours pour les Leicester Tigers.
Réalisant une excellente saison 2016-2017, il fait partie en mai 2017 de la liste des joueurs nommés pour le titre de meilleur joueur de l'année en Premiership. Il y est associé à Louis Picamoles, Elliot Daly, Jimmy Gopperth et Christian Wade. Le titre est finalement décerné à Gopperth. Farrell est quant à lui élu meilleur joueur européen de la saison après la victoire des Saracens en Champions Cup.
Les Saracens réalisent une bonne saison 2019-2020 sur le plan sportif, cependant, le club est relégué administrativement en deuxième division à partir de la saison suivante à cause du non-respect du plafond salarial. Malgré cette situation, Owen Farrell décide de rester fidèle à son club et de continuer à jouer avec, même en deuxième division. Il joue ainsi la saison 2020-2021 en Championship, la deuxième division anglaise. Il participe à huit rencontres de championnat, qui voit son équipe se qualifier en finale. Les Sarries affrontent les Ealing Trailfinders et s'imposent facilement 60-0 à l'aller et 57-15 au retour. Les Saracens sont donc de retour en première division après seulement une saison jouée à l'échelon inférieur.
En 2021-2022, pour le retour des Saracens dans l'élite du rugby anglais, il joue 14 matchs, tous en tant que titulaire et marque 193 points. Son club est éliminé en demi-finale du Challenge européen par le RC Toulon. Cependant, en championnat il retrouve la finale de la compétition, trois ans après sa dernière, après avoir éliminé les Harlequins champions en titre. Pour cette nouvelle finale face à Leicester, Owen Farrell est titulaire et joue toute la rencontre. Finalement, les siens sont battus en toute fin de match à cause d'un drop de Freddie Burns.
La saison suivante, en 2022-2023, Les Saracens sont d'abord éliminés en quarts de finale de la Champions Cup par le Stade rochelais mais qui atteignent ensuite la finale du championnat. Il est titulaire lors de cette finale remportée 35-25 face aux Sale Sharks.
En janvier 2024, il est annoncé qu'il va quitter les Saracens à l'issue de la saison 2023-2024 pour rejoindre la France et le Racing 92.
En juin 2025, il retourne officiellement chez le club anglais des Saracens à l'aube de la saison 2025-2026. 

### En équipe nationale
Il obtient sa première cape internationale le 4 février 2012 à l’occasion d’un match contre l'équipe d'Écosse à Édimbourg pour le Tournoi des Six Nations 2012. Le nouveau sélectionneur Stuart Lancaster l'aligne au poste de premier centre. Il est le plus jeune joueur de l'équipe à ce moment.
Dès sa première année au niveau international, il est nommé parmi les quatre candidats au titre de meilleur joueur du monde, mais perd face à Dan Carter.
Le 27 février 2021, il atteint les 1 000 points en équipe d'Angleterre lors d'un match du Tournoi des Six nations contre le pays de Galles.
En 2018, à la suite de la mise au repos de Dylan Hartley après plusieurs commotions, il est nommé capitaine par Eddie Jones pour la tournée en Afrique du Sud. Après le retour d'Hartley en novembre, il est nommé co-capitaine. Il devient finalement le seul capitaine de l'équipe à partir du Tournoi des Six Nations 2019 avec l'absence de Dylan Hartley, qui n'est également pas retenu pour la Coupe du monde 2019.
En tant que capitaine, il mène l'équipe d'Angleterre à la victoire dans le Tournoi des Six Nations 2020 et à la finale de la Coupe du monde face l'Afrique du Sud en 2019.

#### Coupe du monde 2019
Il est le capitaine de son équipe nationale pour la Coupe du monde de rugby 2019 au Japon. Dans la "poule de la mort", l'Angleterre affronte la France, l'Argentine, les Tonga et les États-Unis.
Il est titulaire dans les deux matchs de préparation de l'Angleterre : au poste de centre contre l'Irlande dans une victoire record 57-15, et à l'ouverture contre l'Italie.
L'Angleterre termine en tête de son groupe avec des victoires contre l'Argentine, les Tonga et les États-Unis (le match contre la France a été annulé en raison d'un typhon). Face aux États-Unis lors du deuxième match, il subit une charge à l'épaule de l'américain John Quill qui lui enlève un morceau de peau sur le nez,.
L'Angleterre réalise une victoire record 40-16 contre l'Australie en quart de finale, puis s'impose 19-7 face à la Nouvelle-Zélande en demi-finale. Favorite, l'équipe d'Angleterre menée par Farrell affronte l'Afrique du Sud en finale mais s'incline 32-12. Le demi d'ouverture inscrit les douze points de son équipe répartis en quatre pénalités. 
La victoire en demi-finale contre la Nouvelle-Zélande fait de Farrell le quatrième capitaine anglais (après John Pullin, Will Carling et Martin Johnson) à battre les «trois grands» de l'hémisphère sud: l'Australie, la Nouvelle-Zélande et l'Afrique du Sud.

#### Coupe du monde 2023
Fin juin 2023, il est sélectionné avec le XV de la Rose par Steve Borthwick dans un groupe de 41 joueurs pour les matchs de préparation à la Coupe du monde 2023,. Quelques semaines plus tard, il est retenu dans le groupe final pour participer au Mondial,. Lors du match de poule remporté 18-17 contre les Samoa, Farrell devient le nouveau détenteur du nombre de points inscrits sous le maillot anglais, dépassant les 1179 points de Jonny Wilkinson datant de 2011. En fin de compétition, il remporte la finale pour la troisième place contre l'Argentine sur le score de 26 à 23.
Peu de temps après la Coupe du monde, il annonce se mettre en retrait de la sélection nationale pour préserver son bien-être mental et passer du temps avec sa famille.

### Lions britanniques et irlandais

#### Tournée 2013
Farrell est sélectionné dans l'équipe des Lions britanniques et irlandais pour la tournée 2013 en Australie. Il débute le 1er juin contre les Barbarians, en marquant trois pénalités et trois transformations dans une victoire convaincante 59-8. Pour le deuxième match, face à la Western Force, Farrell débute sur le banc et entre en jeu à la 66e minute. Il marque un essai sur son premier ballon, aidant les Lions à s'imposer 69-17. Pour le dernier match de la série, décisif, il sort du banc pour remplacer Johnny Sexton, et son équipe s'impose 41–16 pour son son premier match officiel sous le maillot des Lions.

#### Tournée 2017
En 2017, Farrell est de nouveau nommé dans l'équipe des Lions pour la tournée en Nouvelle-Zélande. Il joue un rôle central dans la série, démarrant dans les trois matchs de la série face aux All Blacks. Pour le premier match, une défaite de 30-15 contre les Lions, il démarre au poste d'ouvreur. Lors des deux matchs suivants, il est positionné au poste de premier centre et Sexton prend le no 10. Il permet aux Lions de vaincre les All Blacks lors du deuxième test 24-21 en réussissant une pénalité à trois minutes de la fin. Il ne rate pas une seule pénalité lors du dernier match, un match nul 15-15, qui permet aux Lions de faire match nul sur la série.
Farrell est le meilleur marqueur des joueurs sélectionnées pour la tournée 2017, marquant 45 points (31 lors de la série face aux All Blacks).

#### Tournée 2021
Owen Farrell est une nouvelle fois sélectionné pour les Lions par Warren Gatland pour la tournée 2021 en Afrique du Sud.
Il dispute son premier match le 26 juillet face au Japon. 
Il est remplaçant lors des deux premiers matchs de la série face aux Springboks. Il ne participe pas au dernier match qui voit son équipe s'incliner et perdre la tournée 2-1.

#### Tournée 2025
Début mai 2025, il est convoqué pour la tournée des Lions britanniques et irlandais en Australie. Il disputa son premier match lors de cette tournée durant le deuxième match test face à l'Australie le 26 juillet. 

## Style de jeu
- Si vous ne connaissez pas le sujet, laissez ce bandeau (vous pouvez alors contacter les auteurs).
- Si vous supprimez le contenu mis en cause (vous pouvez préalablement contacter les auteurs),

argumentez précisément cette suppression dans la page de discussion
(un manque de référence n'est pas un argument ; une recherche réelle de référence doit avoir été effectuée, être formellement documentée).

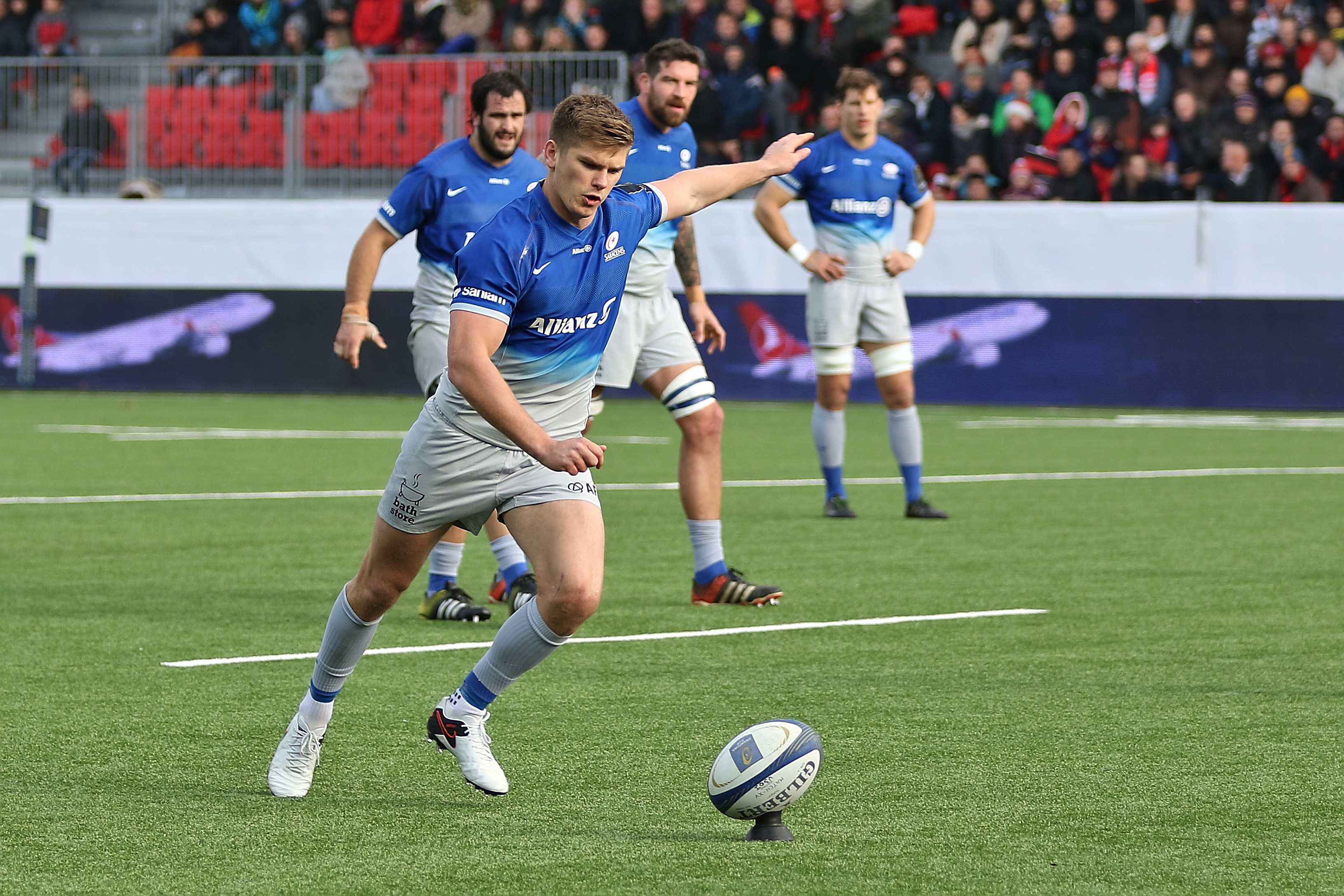
Owen Farrell en train de buter.

Owen Farrell est considéré comme un des meilleurs joueurs de la planète et un des plus complets à son poste. Il fut ainsi nommé à trois reprises pour le titre de joueur de rugby de l'année décerné par l'IRB, en 2012, 2016 et 2017. Demi d'ouverture pragmatique, davantage à l'aise dans la distribution et l'expertise au pied que dans la pure création, il évolue dans un registre radicalement différent de celui d'un Beauden Barrett, autre référence du poste. Dans la lignée d'un Jonny Wilkinson, auquel il fut souvent assimilé à son successeur, son point fort réside dans un jeu au pied particulièrement complet et efficient. Excellent buteur, il possède en outre un jeu au pied de pression et d'occupation redoutable qui place régulièrement l'adversaire en situation de difficulté. Un atout d'autant plus redouté qu'il se conjugue parfaitement avec la puissance du pack anglais ou des Saracens, renforçant la sensation d'usure physique ressenti par l'adversaire. Excellent distributeur, la précision et la qualité de ses passes figurent également parmi ses points forts, permettant une animation fluide du jeu offensif des 3/4. Il est enfin un très bon gestionnaire, un fin tacticien et un défenseur de talent.
Sa principale faiblesse a longtemps résidé dans sa grande nervosité sur le terrain. Joueur émotif, il fut un temps particulièrement exposé aux provocations adverses, ayant tendance à dégoupiller lorsque la pression devenait trop forte. Il a cependant su canaliser cette émotivité, devenant nettement plus hermétique face à l'enjeu. Il est en outre parfois critiqué pour ses mauvais gestes, à l'image de ses deux plaquages à l'épaule effectués lors de la tournée de novembre 2018, où il ne fut cependant pas sanctionné.

## Engagement caritatif
Par le biais d'un ami de son père, Owen Farrell s'est engagé auprès de l'association Joining Jack, qui lutte contre la myopathie de Duchenne. Après chaque coup de pied de pénalité ou transformation réussi, il effectue toujours un signe de la main, représentant deux « J » entremêlés, symboles de l'association.

## Statistiques en équipe nationale
- 112 sélections
- 1237 points (10 essais, 199 transformations, 258 pénalités, 5 drops)
- Sélections par années: 12 en 2012, 7 en 2013, 10 en 2014, 6 en 2015, 8 en 2016, 6 en 2017, 12 en 2018, 14 en 2019, 9 en 2020, 6 en 2021, 7 en 2022, 11 en 2023.
- Tournois des Six Nations disputés (10) : 2012, 2013, 2014, 2016, 2017, 2018, 2019, 2020, 2021 et 2023.

En Coupe du monde :
- 2015 : 4 sélections (Fidji, pays de Galles, Australie, Uruguay)
- 2019 : 6 sélections (Tonga, États-Unis, Argentine, Australie, Nouvelle-Zélande et Afrique du Sud)
- 2023 : 5 sélections (Chili, Samoa, Fidji, Afrique du Sud, Argentine)

| Année | Compétition                 | Matchs | Points | Essais | Pénal. | Transf. | Drops |
| ----- | --------------------------- | ------ | ------ | ------ | ------ | ------- | ----- |
| 2012  | Six Nations                 | 5      | 63     | -      | 17     | 6       | -     |
| 2012  | Test matchs                 | 7      | 46     | -      | 13     | 2       | 1     |
| 2013  | Six Nations                 | 4      | 45     | -      | 13     | 3       | -     |
| 2013  | Test matchs                 | 3      | 41     | 1      | 8      | 6       | -     |
| 2014  | Six Nations                 | 5      | 64     | 1      | 11     | 13      | -     |
| 2014  | Test matchs                 | 5      | 31     | -      | 7      | 5       | -     |
| 2015  | Test matchs                 | 2      | 10     | -      | 2      | 2       | -     |
| 2015  | Coupe du monde              | 4      | 43     | -      | 8      | 8       | 1     |
| 2016  | Six Nations                 | 5      | 69     | 1      | 16     | 8       | -     |
| 2016  | Test matchs                 | 7      | 128    | 2      | 26     | 20      | -     |
| 2017  | Six Nations                 | 5      | 63     | -      | 13     | 12      | -     |
| 2017  | Test matchs                 | 1      | 10     | -      | 2      | 2       | -     |
| 2018  | Six Nations                 | 5      | 39     | 2      | 5      | 7       | -     |
| 2018  | Test matchs                 | 7      | 74     | 2      | 13     | 10      | 1     |
| 2019  | Six Nations                 | 5      | 59     | 1      | 8      | 15      | -     |
| 2019  | Test matchs                 | 3      | 32     | -      | 4      | 10      | -     |
| 2019  | Coupe du monde              | 6      | 58     | -      | 12     | 11      | -     |
| 2020  | Six Nations                 | 5      | 48     | -      | 8      | 13      | -     |
| 2020  | Coupe d'automne des nations | 4      | 46     | -      | 10     | 8       | -     |
| 2021  | Six Nations                 | 5      | 50     | -      | 12     | 7       | -     |
| 2021  | Test matchs                 | 1      | 17     | -      | 5      | 1       | -     |
| 2022  | Test matchs                 | 7      | 89     | -      | 21     | 13      | -     |
| 2023  | Six Nations                 | 5      | 28     | -      | 6      | 5       | -     |
| 2023  | Test matchs                 | 1      | 9      | -      | 3      | -       | -     |
| 2023  | Coupe du monde              | 5      | 75     | -      | 15     | 12      | 2     |
| Total | Total                       | 112    | 1237   | 10     | 258    | 199     | 5     |

### Avec lesLions britanniques et irlandais
- 8 sélections (3 fois titulaire, 5 fois remplaçant). Owen Farrell est sur la feuille de matchs en tant que remplaçant lors de deux tests supplémentaires en 2013 mais ne rentre pas sur le terrain.
- 34 points (8 pénalités et 5 transformations)
- Sélections par année : 1 en 2013, 3 en 2017, 2 en 2021, 2 en 2025

## Palmarès

### En club
- Saracens
  - Vainqueur de la Premiership en 2011, 2015, 2016, 2018, 2019 et 2023.
  - Vainqueur de la Coupe anglo-galloise en 2015.
  - Finaliste de la Premiership en 2010 et 2014 et 2022.
  - Finaliste de la Coupe d'Europe en 2014.
  - Vainqueur de la Coupe d'Europe en 2016, 2017 et 2019.
  - Vainqueur du RFU Championship en 2021.

### En équipe nationale
- Angleterre
  - Vainqueur de la Triple Couronne en 2014, 2016 et 2020.
  - Vainqueur du Tournoi des Six Nations en 2016 (Grand Chelem), 2017 et 2020.
  - Vainqueur de la Coupe d'automne des nations en 2020.
  - Finaliste de la Coupe du monde en 2019.
  - Troisième de la Coupe du monde en 2023.

#### Tournoi des Six Nations
| Édition                      | Rang | Résultats Angleterre | Résultats Farrell | Matchs Farrell |
| ---------------------------- | ---- | -------------------- | ----------------- | -------------- |
| Tournoi des Six Nations 2012 | 2    | 4 v, 0 n, 1 d        | 4 v, 0 n, 1 d     | 5/5            |
| Tournoi des Six Nations 2013 | 2    | 4 v, 0 n, 1 d        | 3 v, 0 n, 1 d     | 4/5            |
| Tournoi des Six Nations 2014 | 2    | 4 v, 0 n, 1 d        | 4 v, 0 n, 1 d     | 5/5            |
| Tournoi des Six Nations 2016 | 1    | 5 v, 0 n, 0 d        | 5 v, 0 n, 0 d     | 5/5            |
| Tournoi des Six Nations 2017 | 1    | 4 v, 0 n, 1 d        | 4 v, 0 n, 1 d     | 5/5            |
| Tournoi des Six Nations 2018 | 5    | 2 v, 0 n, 3 d        | 2 v, 0 n, 3 d     | 5/5            |
| Tournoi des Six Nations 2019 | 2    | 3 v, 1 n, 1 d        | 3 v, 1 n, 1 d     | 5/5            |
| Tournoi des Six Nations 2020 | 1    | 4 v, 0 n, 1 d        | 4 v, 0 n, 1 d     | 5/5            |
| Tournoi des Six Nations 2021 | 5    | 2 v, 0 n, 3 d        | 2 v, 0 n, 3 d     | 5/5            |
| Tournoi des Six Nations 2023 | 4    | 2 v, 0 n, 3 d        | 2 v, 0 n, 3 d     | 5/5            |

Légende : v = victoire ; n = match nul ; d = défaite ; la ligne est en gras quand il y a Grand Chelem.

#### Coupe du monde
| Édition                        | Rang         | Résultats Angleterre | Résultats Farrell | Matchs Farrell |
| ------------------------------ | ------------ | -------------------- | ----------------- | -------------- |
| Angleterre-Pays de Galles 2015 | Premier tour | 2 v, 0 n, 2 d        | 2 v, 0 n, 2 d     | 4/4            |
| Japon 2019                     | Finaliste    | 5 v, 0 n, 1 d        | 4 v, 0 n, 1 d     | 6/6            |
| France 2023                    | Troisième    | 6 v, 0 n, 1 d        | 4 v, 0 n, 1 d     | 5/7            |

### Distinctions personnelles
- 2e plus jeune joueur à avoir disputé un match professionnel en Angleterre à l'âge de 17 ans et 11 jours en 2008 (dépassé par George Ford en 2009).
- Trophée Anthony Foley du meilleur joueur européen de la saison 2016-2017.
- Meilleur réalisateur du Tournoi des Six Nations en 2019 (59 points).
- Meilleur réalisateur de la Coupe d'Europe en 2016, 2017, 2018 et 2019.
- Meilleur réalisateur du Championnat d'Angleterre en 2018.
- Oscar Monde du Midi olympique en 2020.
- Nommé pour le titre de Meilleur joueur du monde World Rugby en 2012, 2016 et 2017.
- Meilleur réalisateur de la Coupe du monde en 2023 (75 points).